# Sericostoma cristatum
Sericostoma cristatum là một loài Trichoptera trong họ Sericostomatidae. Chúng phân bố ở miền Cổ bắc.